# Американская белая бабочка
Американская белая бабочка (лат. Hyphantria cunea) — бабочка из семейства Медведицы, карантинный вредитель плодовых культур (всего до 230 видов древесно-кустарниковых и травянистых растений).

## Этимология
Hyphantria: новолат. «ткачиха, плетущая», ж.р. от греч. hyphantēs «ткач, плетущий», от hyphainein «ткать, плести», от huphḗ «ткань, паутина» (ср. Гифа). В связи с плетением паутинных гнезд.
Cunea: лат. «клиновидная, клинчатая», от лат. cuneus «клин». Возможно, по форме темных пятен у некоторых взрослых особей.

## Ареал
Родина вида — Северная Америка, где бабочка распространена от Канады до Мексики. Обитает в Колумбии. С 1949 года отмечена в Европе (Югославия), где расселилась от Франции до Каспийского моря. В 1952 году была обнаружена в Закарпатской области Украины. В 1966 году была обнаружена в Одесской области и в Молдавии, в 1968 году — в Донецкой и Винницкой областях. В настоящее время распространилась в 11 областях Украины, в том числе в Херсонской, Киевской, Николаевской, Запорожской, в Крыму и др. В 2012 году была обнаружена в Винницкой, Житомирской и Днепропетровской областях Украины. В настоящее время заселил и Россию (юг европейской части). 
Позже проникла в Среднюю Азию: Туркменистан (с начала 1990-х), Узбекистан (1996—1997), Казахстан, Кыргызстан. В Японии известна с 1945 года, откуда проникла в Корею, Китай, Монголию и Приморский Край.
Также единично вид отмечен в Литве.
Преимущественно распространяется не путём естественного перелёта, а также транспортными средствами, с тарой, упаковочным материалом, и грузами с плодами, ягодами и посадочным материалом из заражённых регионов.

## Описание
Размах крыльев самцов 25 — 30 мм, самок 25 — 36 мм. Бабочка снежно-белого цвета, иногда с чёрными или коричневыми точками на крыльях. Усики чёрного цвета с белым налетом, у самца — гребенчатые, у самки — нитевидные. Тело бабочки покрыто густыми белыми волосками. У самок, не отложивших яйца, брюшко зеленоватое от просвечивающих яиц.

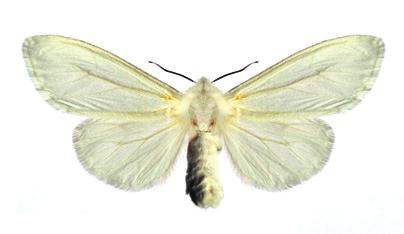
Самка
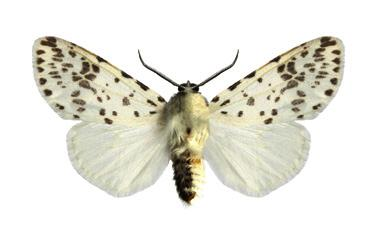
Самец

## Жизненный цикл

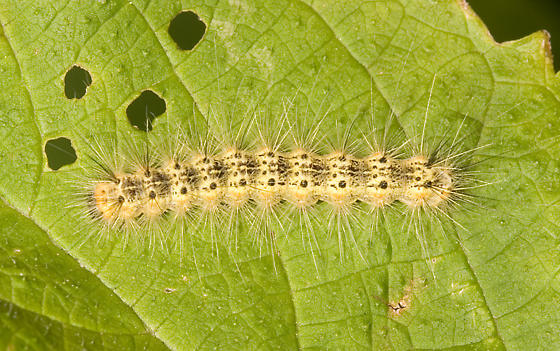
Гусеница

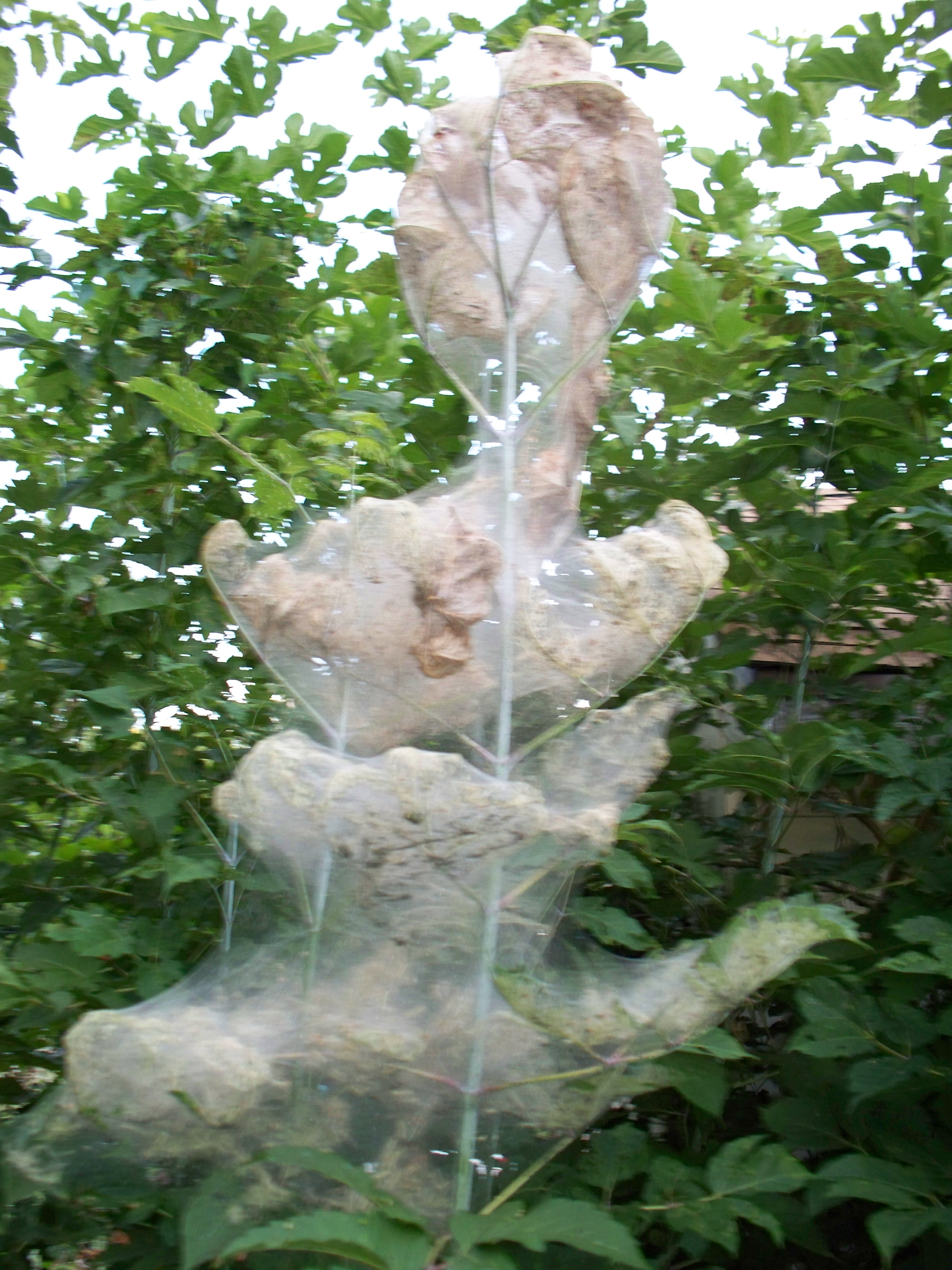
Гусеницы четвёртого возраста живут колониями, образуя большие паутинные гнезда, часто оплетая паутиной целые деревья.

Самки после спаривания откладывают относительно крупные яйца зелёного, жёлто-зеленоватого или золотисто-жёлтого цвета с голубым оттенком, диаметром до 0,5 — 0,7 мм. По мере развития эмбриона окраска яиц меняется на грязно-серую. Откладывает яйца на нижнюю сторону листа кучками, по 100—600 штук. Одна самка откладывает до 1500 яиц, самки второго поколения более плодовиты: каждая из них откладывает до 2500 яиц. Кладки яиц покрыты редким слоем белых волосков с кончика брюшка самки. Гусеницы появляются из яиц через 9—15 дней. Гусеница первого возраста — зелёная, в бугорках, несёт на своем теле щетинки и волоски. Гусеницы первых трех возрастов бледно-жёлтого цвета, но после каждой линьки темнеют. Всего гусеницы обычно имеют 6 возрастов (иногда 7 — 8). Гусеница последнего возраста бархатисто-коричневая с чёрными бородавками на теле, по бокам её тела проходит полоса лимонно-жёлтого цвета с бородавками оранжевого цвета. Гусеница сильно опушена длинными волосками. Длина взрослой гусеницы достигает 30-35 мм. Гусеницы четвёртого возраста живут колониями, образуя большие паутинные гнезда, часто оплетая паутиной целые деревья. Стадия гусеницы 40 — 45 дней.
Куколка длиной 8 — 15 мм, в редком сером рыхлом паутинном коконе из волосков, вначале её окраска бледно-жёлтая, но позже она приобретает тёмно-коричневую окраску. Зимуют куколки под деревьями, в сухих листьях, в стеблях сорняков, в мусоре на земле, трещинах заборов и строений, на поверхности почвы.
Развитие всех стадий зависит от температуры и относительной влажности воздуха

## Биология
Лёт бабочек начинается перед началом или во время цветения яблони. На Украине и юге России обычно развивается два поколения, в отдельные годы отмечается неполное 3-е поколение. Бабочки второго поколения летают с середины июля до конца августа.

## Хозяйственное значение
Карантинный вредитель плодовых культур. Повреждаемые культуры: шелковица, яблоня, слива, черешня, орех грецкий, груша, айва, абрикос, персик, черемуха, шиповник (всего до 230 видов древесно-кустарниковых и травянистых растений). В связи с многоядностью, высокой плодовитостью и наличием нескольких поколений за год представляет большую опасность. Особенно большой вред наносит после появления второго поколения.

## Борьба
Крайне важным для борьбы с вредителем является его обнаружение и уничтожение ещё при первом поколении. Уже второе поколение куда более многочисленно и приносит значительно больше урона.
Необходимо выявление бабочки на ранних стадиях развития с повторением обследования каждые 7 дней. Обнаруженные гнёзда с гусеницами необходимо срезать и сжигать на месте. Весьма эффективно применение биологического метода защиты: использование вируса возбудителя ядерного полиэдроза и гранулёза американской белой бабочки. Разными фирмами производятся подобные препараты с вирусом. Нанесение такого препарата на гнездо уничтожает до 30 % гусениц, а выжившие заболевают и находятся в угнетённом состоянии. Подобный метод хорош также тем, что оказывает длительное действие, инфекция способна передаваться как горизонтально, — среди особей одного поколения, так и вертикально, — от родителей к потомству. При рождении от заражённой самки многие личинки уже инфицированы. Однако для полного уничтожения необходимо сочетание механического и биологического метода, когда единичные гнёзда, оставшиеся после обработки срезаются и сжигаются.